# Теруэль, Майкл
Майкл Д. Теруэль (рождён 1 февраля 1970 года) - филиппинско-американский горнолыжник, который представлял Филиппины на зимних Олимпийских играх 1992  в Альбервиле, Франция.

## Ранние годы
Он родился 1 февраля 1970  в Нью-Йорке. Его родители, Лоренцо Теруэль и Терезита Нуньес, оба были филиппинцами на момент его рождения. Родители Теруэля, которые впоследствии стали натурализованными американскими гражданами, мигрировали в Соединенные Штаты чтобы получить высшее образование; его отец изучал медицину, а мать занималась химией. 

## Карьера
Хотя он зарегистрирован как американец в Международной федерации лыжного спорта, его двойное гражданство позволило ему бороться за Филиппины, страну рождения его родителей. 
Теруэль смог пройти отбор на участие в зимних Олимпийских играх 1988  но не принял участие в играх в Калгари. 
Он принял участие в чемпионате мира по горнолыжному спорту FIS 1989 года и зимних Азиатских играх 1990. На чемпионате мира по лыжам 1989 в Вейле, штат Колорадо, он занял 28 место из 32 участников. На Зимних Азиатских играх 19906 он занял 15-е и 11-е места в соревнованиях по слалому и гигантскому слалому. 
Теруэль участвовал в зимних Олимпийских играх 1992 года в Альбервиле, Франции. В слаломе он закончил со временем 2: 27,49 и занял 49-е место среди 65 лыжников которые финишировали. В гигантском слаломе он закончил со временем 2: 46,84 и занял 71-е место среди 91 лыжников которые финишировали. 